# Sławomir Abramowicz
Sławomir Abramowicz (* 9. Juni 2004 in Warschau) ist ein polnischer Fußballspieler, der als Torwart für Jagiellonia Białystok spielt.

## Karriere

### Verein
Abramowicz durchlief die Jugendabteilungen von Victoria Sulejówek, Escola Varsovia Warszawa und Varsovia Warszawa.
Zum 1. Juli 2020 schloss er sich Polonia Warschau an, welche zu diesem Zeitpunkt in der vierthöchsten Spielklasse Polens spielten. Sein Debüt machte er am 10. Oktober 2020 beim Heimspiel von Warschau gegen KS Wasilków, welches Warschau mit 3:0 gewann. Er kam in der Saison 2020/21 auf 13 absolvierte Spiele.
Am 23. August 2021 wechselte Abramowicz von Polonia Warschau zu Jagiellonia Białystok. Er hat einen Vertrag bis zum 30. Juni 2025 und eine Vertragsoption für ein weiteres Jahr. Im Jahr 2021, am 8. September debütierte er für Jagiellonia Białystok in der zweiten Männermannschaft, ebenfalls in der 3. Fußball-Liga (Polen) (vierthöchste Spielklasse), gegen Świt Nowy Dwór Mazowiecki. Das Spiel verlor Jagiellonia II mit 0:1.
Sein erstes Pflichtspiel in der Ekstraklasa absolvierte Abramowicz am 11. März 2023 beim Heimspiel von Jagiellonia Białystok gegen Górnik Zabrze, welches Jagiellonia mit 2:1 gewann. In der folgenden Zeit fungierte er zunächst weiter als Ersatztorhüter und erhielt vor allem in der zweiten Mannschaft des Vereins Spielpraxis. Mit der Profimannschaft gewann er in dieser Rolle 2024 die polnische Meisterschaft. Nach dem anschließenden Abgang des bisherigen Stammtorhüters Zlatan Alomerović konnte sich Abramowicz in der neuen Spielzeit 2024/25 schließlich als neuer Stammkeeper des Vereins durchsetzen.

### Nationalmannschaft
Abramowicz ist Junioren-Nationalspieler seines Landes. Am 25. März 2022 absolvierte sein erstes von zwei Spielen für die polnische U18 gegen die Auswahl der Schweiz. Polen U18 gewann mit 1:0. Am 1. Juni 2024 feierte Abramowicz sein Debüt in der U21. Mit dieser nahm er 2025 an der U21-Europameisterschaft teil, blieb dort jedoch ohne Einsatz.